# Real Escuadrón de Yates de Sídney
El Real Escuadrón de Yates de Sídney (RSYS) es un club náutico privado con fines deportivos situado en Kirribilli, Sídney (Nueva Gales del Sur), Australia.

## Historia
Fue fundado el 8 de julio de 1862 por 19 deportistas aficionados a la navegación de recreo, con el nombre de Club de Yates Australiano (The Australian Yacht Club en inglés). En 1863 recibió la autorización de la Corona británica para utilizar la denominación de Real Escuadrón de Yates de Sídney. El club presentó desafíos a la Copa América en las ediciones de 1962, 1967, y 1970, perdiendo las tres veces antes los yates del Club de Yates de Nueva York.